# Escala TORRO

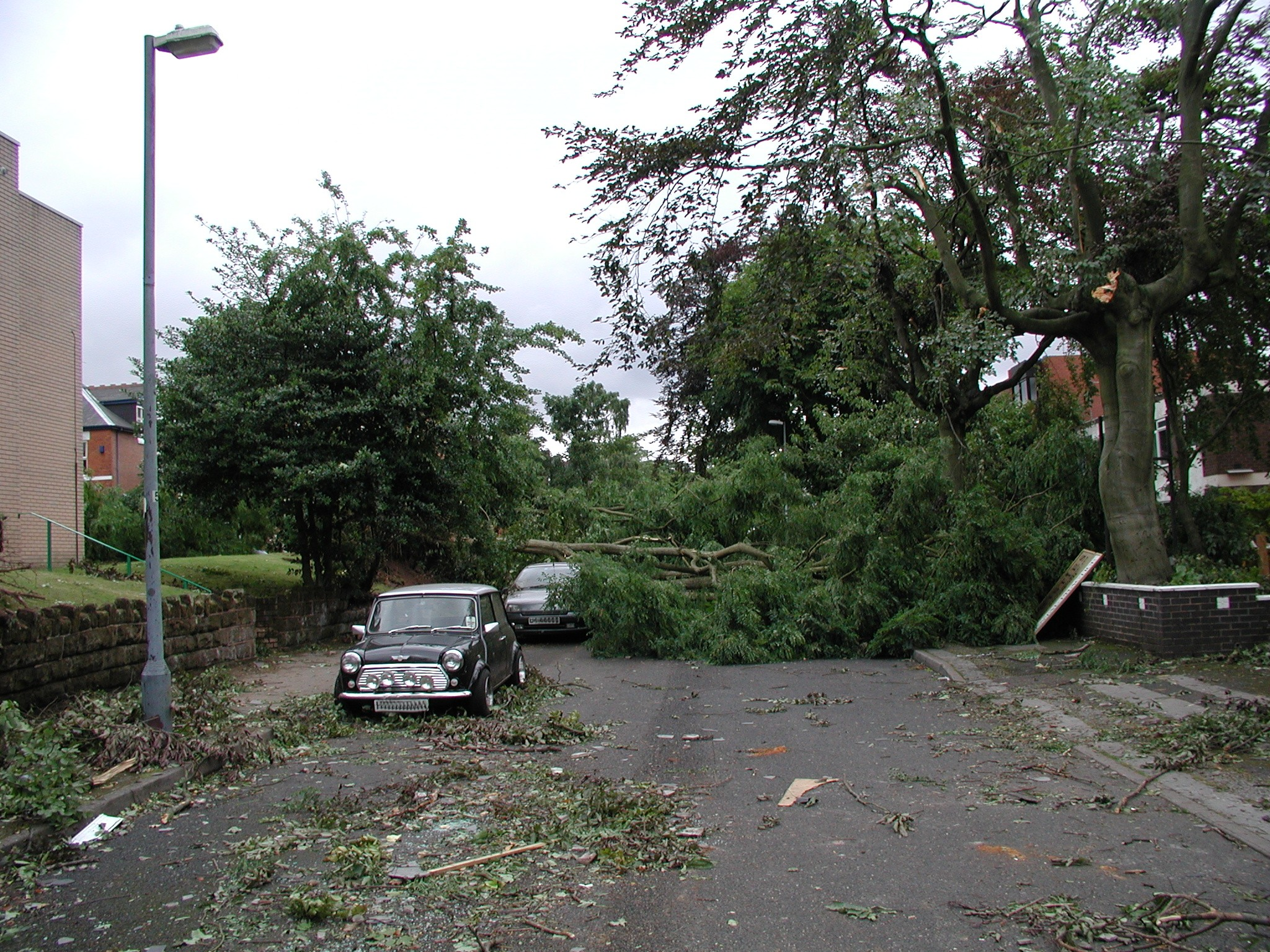
Daño causado por el tornado de Birmingham de 2005. Este alcanzó el rango T5 en la Escala TORRO.

La escala de intensidad de tornados TORRO (o Escala T) es una escala de medición de intensidad de tornados entre T0 y T10. Fue desarrollada por Terence Meaden en la Organización de Investigaciones de Tormentas y Tornados TORRO, una organización meteorológica en el Reino Unido, como una extensión de la escala de Beaufort.

## Historia y derivación de laescala de Beaufort
La escala fue testeada entre 1972 a 1975, y hecha pública en el encuentro de la Sociedad Meteorológica Real en 1975. La escala arranca en T0: equivale a 8 en la Escala Beaufort, y se relaciona con esa escala por la fórmula:
B = 2 (T + 4)
y convirtiendo:
T = (B/2 - 4)
| Escala Beaufort | B | 8 | 10 | 12 | 14 | 16 | 18 | 20 | 22 | 24 | 26 | 28 | 30 |
| Escala TORRO    | T | 0 | 1  | 2  | 3  | 4  | 5  | 6  | 7  | 8  | 9  | 10 | 11 |

La escala Beaufort se expresa por la fórmula:
v = 0,837 B3/2 m/s

## Fórmula de la escala TORRO
Muchos tornados británicos son T6 o menos y los más fuertes pueden llegar a T8. En comparación, los más fuertes detectados en EE. UU (en 1999 en Moore, Oklahoma) que fue T11 usando la fórmula:
v = 2,365 (T+4)3/2 m/s
v = 8,511 (T+4)3/2 km/h
v = 5,289 (T+4)3/2 mph
v = 4,596 (T+4)3/2 kts
donde v es la velocidad del viento y T es el número de intensidad de la escala TORRO. 
Alternativamente, la fórmula de la Escala T puede expresarse como:
v = 0,837 (2T+8)3/2 m/s
o
v = 0,837(23/2) (2T+4)3/2 m/s
En la Conferencia Europea sobre Tormentas Severas de 2004, el Dr. Meaden propuso unificar las escala TORRO y Fujita como "Fuerza de Tornado" o "Escala TF".

## Proceso de evaluación y comparación con la escala Fujita
La escala TORRO difiere de la escala Fujita en que se basa exclusivamente en la velocidad del viento para la clasificación, mientras la de Fujita para clasificar señala los daños, pero en la práctica, los daños se utilizan en ambos sistemas para inferir la intensidad. La TORRO se usó primero en el Reino Unido mientras la de Fujita se usó en EE. UU., y en Europa (menos extensamente), y en el resto del mundo. 
La escala TORRO tiene más graduaciones haciéndola más apropiada para tornados en la parte más baja de la escala, pero su seguridad y precisión no siempre se obtiene en la práctica, y los descriptores de daño son poco claros en la parte alta de la escala. La escala de índices de audiencia de Fujita frecuentemente tiene una calificación extra con "mínimo F2" o "máximo daño F3".
Los tornados se ranquean luego de su paso y han sido examinados, no mientras continua en progreso. Se usa para tasar la intensidad de un tornado, tanto las mediciones directas como las inferencias de las observaciones empíricas de los efecto de un tornado. Los anemómetros son rotos por el tornado, y algunos pueden sobrevivir, por lo que hay muy pocas mediciones in-situ. Cuando está disponible, el radar meteorológico es usado. A veces también hay fotogrametría o videogrametría para estimar velocidad del viento, haciendo determinaciones de velocidad de trazadores en su vórtex. Las investigaciones de daños aéreos y de tierra, de estructuras y de vegetación, ayudan mucho, agregado a análisis de ingeniería. A veces se dispone de patrones de remolinos de tierra detrás de la estela de un tornado.

## Escala TORRO
| Intensidad TORRO | Velocidad del viento                       | Descripción de Tornados        | Daños |
| ---------------- | ------------------------------------------ | ------------------------------ | --- |
| 'FC'             | 0 - 16 m/s                                 | Nube chimenea (no hay tornado) | Sin daño en estructuras, salvo partes altas de torres, o en radiosondas, globos y aeronaves. Sin daño en el campo, excepto posible agitación en copas altas de árboles y sobre las aves y el humo. Registro de FC, cuando no se sabe que han llegado a nivel del suelo. Puede notarse un sonido de silbido o ruido en el aire.                                            |
| 'T0'             | 17 - 24 m/s 61 - 86 km/h 39 - 54 mph       | Ligero                         | Basura ligera suelta levantada en la baja espiral. Tiendas de campaña, carpas perturbado gravemente, la mayoría de las baldosas expuestas, las pizarras de los tejados desalojados. Ramitas rotas, sendero visible a través de los cultivos. |
| 'T1'             | 25 - 32 m/s 87 - 115 km/h 55 - 72 mph      | Leve                           | Hamacas, plantas pequeñas, la basura pesada se convierte en el aire; daños menores en cobertizos. Desalojando más grave de tejas, pizarras, chimeneas. Cercas de madera plana. Daños leves en setos y árboles. |
| 'T2'             | 33 - 41 m/s 116 - 147 km/h 73 - 92 mph     | Moderado                       | Casas pesadas móviles desplazadas, las caravanas ligeras derribadas, jardín o naves destruidas, techos arrancados de garaje, mucho daño a los techos de tejas y las chimeneas. Daño general a los árboles, algunas grandes ramas torcidas o desprendido, pequeños árboles arrancados de raíz.                                                                             |
| 'T3'             | 42 - 51 m/s 148 - 184 km/h 93 - 114 mph    | Fuerte                         | Las casas móviles volcado/dañada, caravanas ligeras destruidas, garajes y dependencias débiles destruidas, madera casa techo considerablemente expuestos. Algunos de los árboles más grandes rotas o arrancados de la raíz. |
| 'T4'             | 52 - 61 m/s 185 - 220 km/h 115 - 136 mph   | Grave                          | Automóviles levantados. Las casas móviles en el aire/destruidos, arroja en el aire a distancias considerables, la extirpación completa de los techos de algunas casas, techos de madera de la más fuerte de ladrillo o de casas de piedra completamente expuesto, los hastiales arrancado. Numerosos árboles arrancados o rotos.                                          |
| 'T5'             | 62 - 72 m/s 221 - 259 km/h 137 - 160 mph   | Intenso                        | Motores pesados de vehículos levantados; más serios daños a construcciones que en T4, sin embargo, paredes de la casa por lo general restantes, las más antiguas, los edificios más viejos y débiles pueden colapsar completamente. |
| 'T6'             | 73 - 83 m/s 260 - 299 km/h 161 - 186 mph   | Moderadamente- devastador      | Viviendas de fuerte en construcción pierden techos y quizás también una pared; las de menor calidad colapsan, las ventanas rotas de los rascacielos, más de la caída y menos fuertes en edificios. |
| 'T7'             | 84 - 95 m/s 300 - 342 km/h 187 - 212 mph   | Muy- devastador                | Casas con marco de madera demolidas por completo, y algunos muros de las casas de piedra o ladrillo golpeados o desmayo, rascacielos retorcidos, construcciones con estructura de acero pueden ligeramente retorcer. Locomotoras lanzadas al suelo. Notable descortezamiento de los árboles por los escombros que vuelan.                                                 |
| 'T8'             | 96 - 107 m/s 343 - 385 km/h 213 - 240 mph  | Gravemente devastador          | Coches de turismo arrojó a grandes distancias. Con marco de madera casas y sus contenidos dispersos a grandes distancias, las casas de piedra o ladrillo daños irreparables; rascacielos retorcidos y mal pueden mostrar una inclinación visible a un lado; superficialmente rascacielos anclado puede ser derribado, otros con marco de acero de construcción abrochado. |
| 'T9'             | 108 - 120 m/s 386 - 432 km/h 241 - 269 mph | Intensamente devastador        | Muchos edificios de acero sufren fuertes daños; locomotoras o vagones se descarrilan. Completa destrucción de árboles.. |
| 'T10'            | 121 - 134 m/s 433 - 482 km/h 270 - 299 mph | Super                          | Estructuras de casas y otras edificaciones son arrancadas desde los cimientos y transportadas a distancia. Edificios de hormigón armado son severamente dañados. |

| T0    | T1    | T2    | T3    | T4     | T5     | T6     | T7     | T8       | T9       | T10      | T11      |
| Débil | Débil | Débil | Débil | Fuerte | Fuerte | Fuerte | Fuerte | Violento | Violento | Violento | Violento |